# Autigny FR
| FR ist das Kürzel für den Kanton Freiburg in der Schweiz. Es wird verwendet, um Verwechslungen mit anderen Einträgen des Namens Autigny zu vermeiden. |

Autigny ist eine politische Gemeinde im District de la Sarine (deutsch: Saanebezirk) des Kantons Freiburg in der Schweiz. Der frühere deutsche Name Ottenach wird heute nicht mehr verwendet.

## Geographie
Autigny liegt auf 684 m ü. M., 13 km südwestlich der Kantonshauptstadt Freiburg (Luftlinie). Das Dorf erstreckt sich an aussichtsreicher Lage an einem nach Süden exponierten Hang über dem Tal der Glâne, im Molassehügelland des Freiburger Mittellandes.
Die Fläche des 6,2 km² grossen Gemeindegebiets umfasst einen Abschnitt der Molassehöhen im Bereich des Glânetals. Der südliche Gemeindeteil wird vom Tal der Glâne eingenommen, die hier einen bis zu 400 m breiten flachen Talboden bildet. Von Süden münden hier die Bäche Neirigue, Glèbe und Longivue. Unterhalb der Mündung des letzteren senkt sich die Glâne in die Molasseschichten ein und verläuft in einem von felsigen Hängen flankierten Tal östlich des Bois des Grands Champs. Vom Glânetal erstreckt sich der Gemeindeboden nach Norden über den Hang von Autigny auf die Höhen Bois de Pertet (744 m ü. M.), La Croix Neuve (746 m ü. M.) und La Fin (mit 761 m ü. M. der höchste Punkt von Autigny). Im äussersten Norden reicht das Gebiet in die Talniederung von Lentigny. Von der Gemeindefläche entfielen 1997 7 % auf Siedlungen, 21 % auf Wald und Gehölze, 71 % auf Landwirtschaft, und etwas mehr als 1 % war unproduktives Land.
Zu Autigny gehören die Weiler Le Moulin (633 m ü. M.) an der Glâne, La Crétausa (674 m ü. M.) am Südhang östlich des Dorfes und Le Saugy (722 m ü. M.) nördlich des Plateaus La Fin sowie mehrere Einzelhöfe. Nachbargemeinden von Autigny sind Cottens, Gibloux, Villorsonnens, Chénens und La Brillaz.

## Bevölkerung
Mit 804 Einwohnern (Stand 31. Dezember 2023) gehört Autigny zu den kleineren Gemeinden des Kantons Freiburg. Von den Bewohnern sind 93,5 % französischsprachig, 2,6 % deutschsprachig, und 1,3 % sprechen Portugiesisch (Stand 2000). Die Bevölkerungszahl von Autigny belief sich 1850 auf 458 Einwohner, 1920 auf 588 Einwohner. Nach einem Höchststand 1930 mit 627 Einwohnern nahm die Bevölkerung im Lauf des 20. Jahrhunderts bis 1970 um rund 30 % auf 439 Einwohner ab. Seither wurde wieder ein deutliches Bevölkerungswachstum verzeichnet.
Einwohnerzahlen: Volkszählungsdaten

## Wirtschaft
Autigny war bis in die zweite Hälfte des 20. Jahrhunderts ein vorwiegend durch die Landwirtschaft geprägtes Dorf. Im 19. Jahrhundert wurden entlang des Glânelaufs mehrere Mühlen, eine Ölmühle, eine Sägerei und eine Ziegelei betrieben. Noch heute haben der Ackerbau, die Milchwirtschaft und die Viehzucht einen wichtigen Stellenwert in der Erwerbsstruktur der Bevölkerung. Weitere Arbeitsplätze sind im lokalen Kleingewerbe und im Dienstleistungssektor vorhanden, unter anderem in einem Betrieb des Baugewerbes und in einer Schreinerei. In den letzten Jahrzehnten hat sich das Dorf dank seiner attraktiven Lage auch zu einer Wohngemeinde entwickelt. Viele Erwerbstätige sind deshalb Wegpendler, die hauptsächlich in der Region Freiburg arbeiten.

## Verkehr
Die Gemeinde liegt abseits der grösseren Durchgangsstrassen an einer Verbindungsstrasse von Cottens nach Vuisternens-en-Ogoz. Der nächste Anschluss an die Autobahn A12 (Bern–Vevey) befindet sich rund 7 km vom Ortskern entfernt. Durch einen Postautokurs, der von Cottens nach Farvagny-le-Grand verkehrt, ist Autigny an das Netz des öffentlichen Verkehrs angeschlossen.

## Geschichte
Das Gemeindegebiet von Autigny war schon sehr früh besiedelt, was durch Funde von Überresten einer Wehranlage aus der Bronzezeit sowie von Mauerfundamenten aus der Römerzeit nachgewiesen werden konnte.
Die erste urkundliche Erwähnung des Ortes erfolgte 1068 unter dem Namen Altignei. Später erschienen die Bezeichnungen Altiniei und Altinie im 12. Jahrhundert, Altiniaco (1183), Altignie (1217), Autinie (1228), Autignie (1273), Autignye (1285) und Ottignye (1717). Als deutsche Versionen sind neben Ottenach auch Aultennachen (1555) und Ottonachen (1577) überliefert. Der Ortsname geht auf den gallorömischen Personennamen Altinius zurück.
Seit dem 12. Jahrhundert ist die Adelsfamilie von Autigny erwähnt, welcher die Dorfherrschaft oblag. Durch Kauf kam das Dorf 1442 unter die Herrschaft von Freiburg und wurde der Alten Landschaft (Neustadtpanner) zugeordnet. Autigny wurde 1545 von einem Dorfbrand und 1596 von der Pest heimgesucht. Nach dem Zusammenbruch des Ancien Régime (1798) gehörte Autigny während der Helvetik zunächst zum Bezirk Romont und ab 1803 zum Bezirk Freiburg, bevor es 1848 mit der neuen Kantonsverfassung in den Saanebezirk eingegliedert wurde.

## Sehenswürdigkeiten
Die Pfarrkirche Saint-Maurice ist seit 1228 erwähnt. Ihre heutige Gestalt erhielt die Kirche beim Neubau von 1830–31. Im Ortskern sind einige charakteristische Bauernhäuser aus dem 17. bis 19. Jahrhundert erhalten.

## Bilder

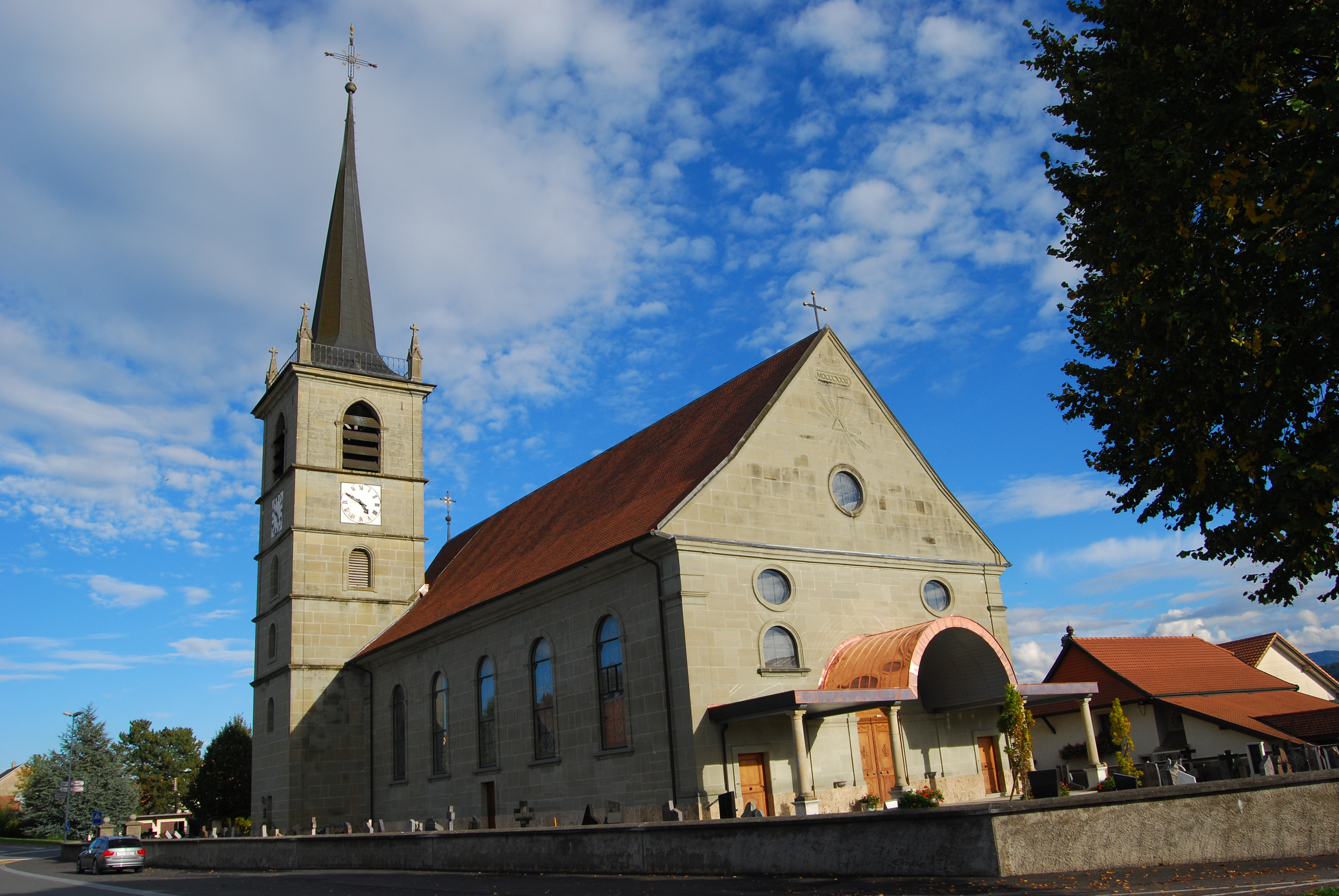
Pfarrkirche Saint-Maurice
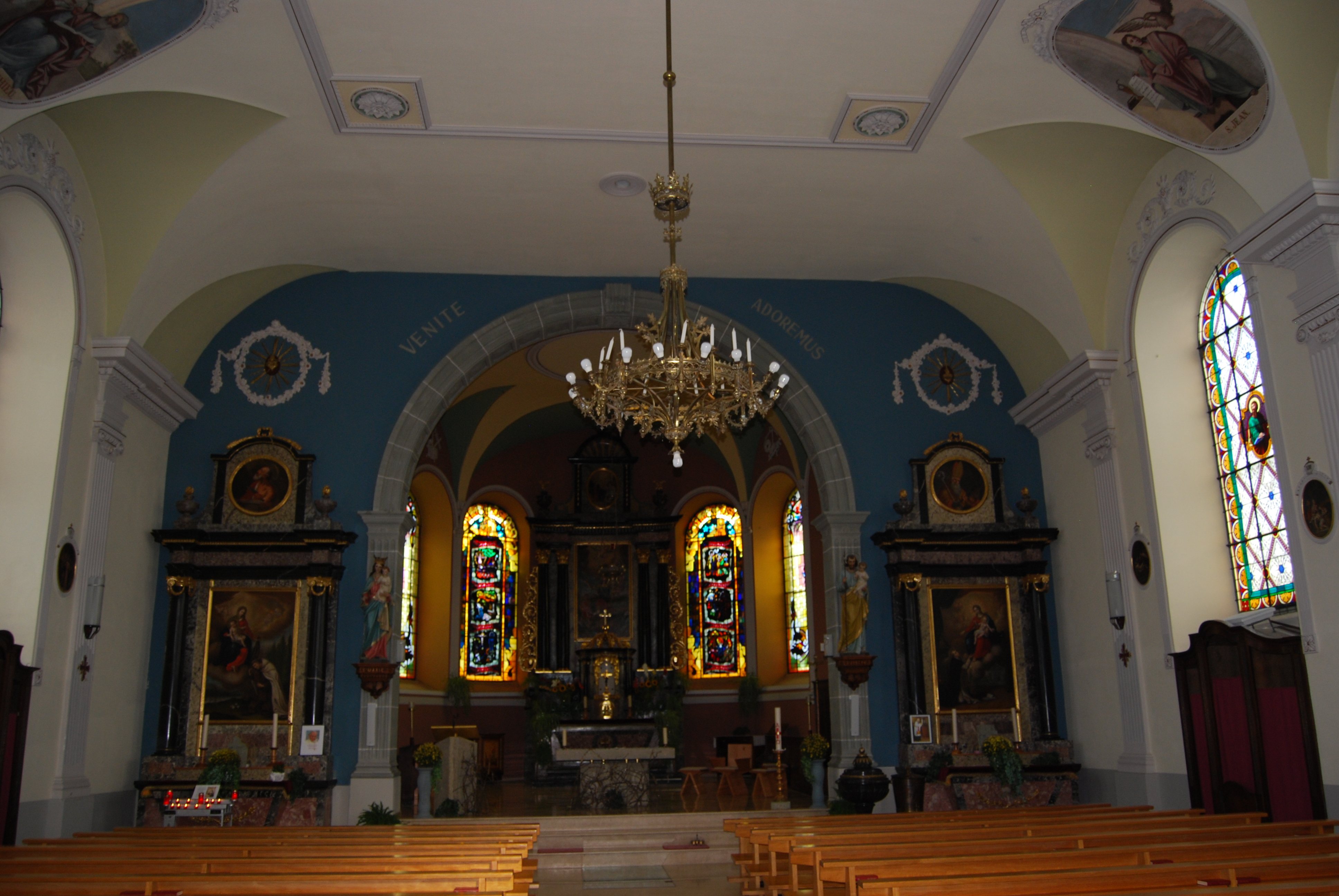
Innenansicht der Kirche
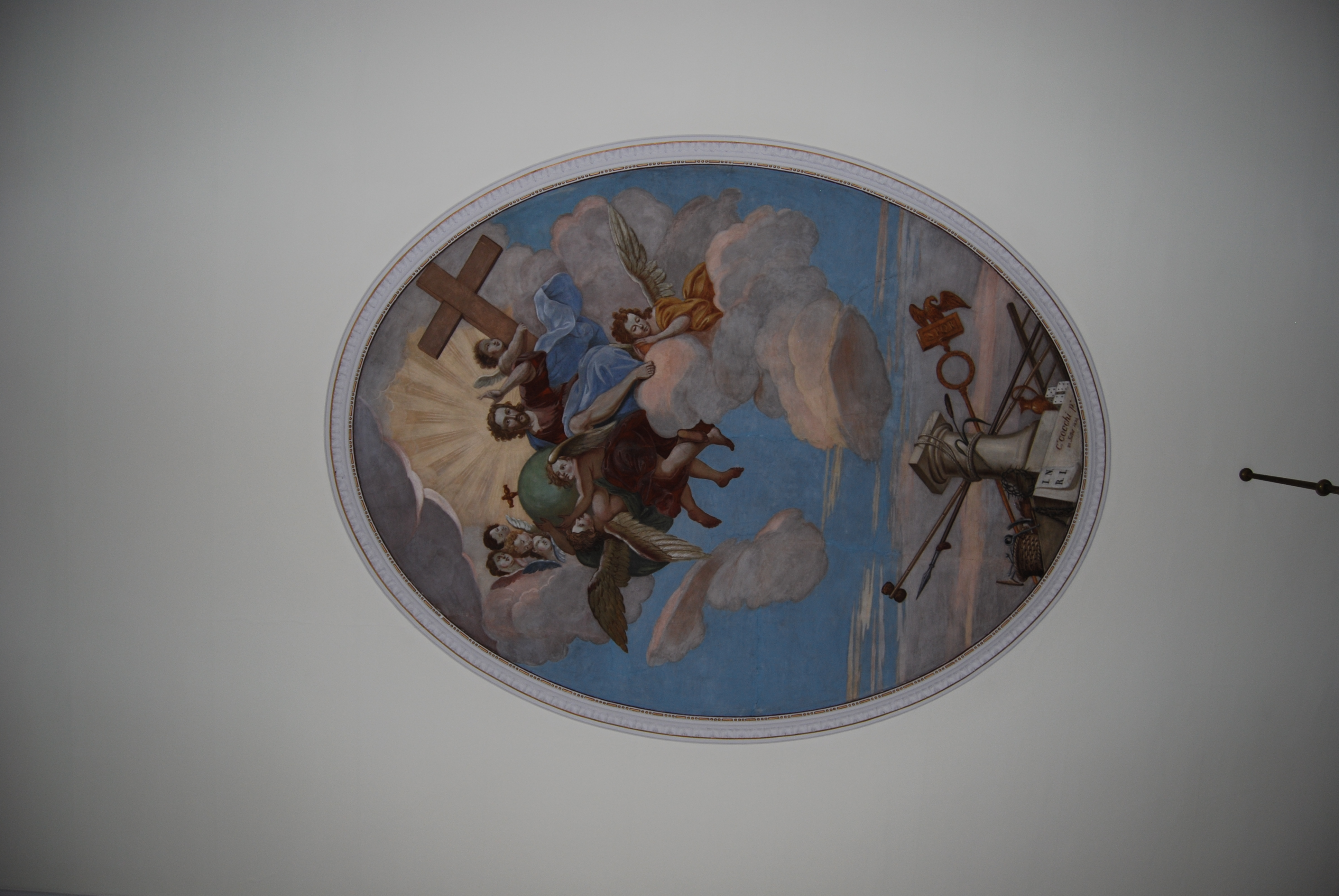
Deckenfreske in der Kirche
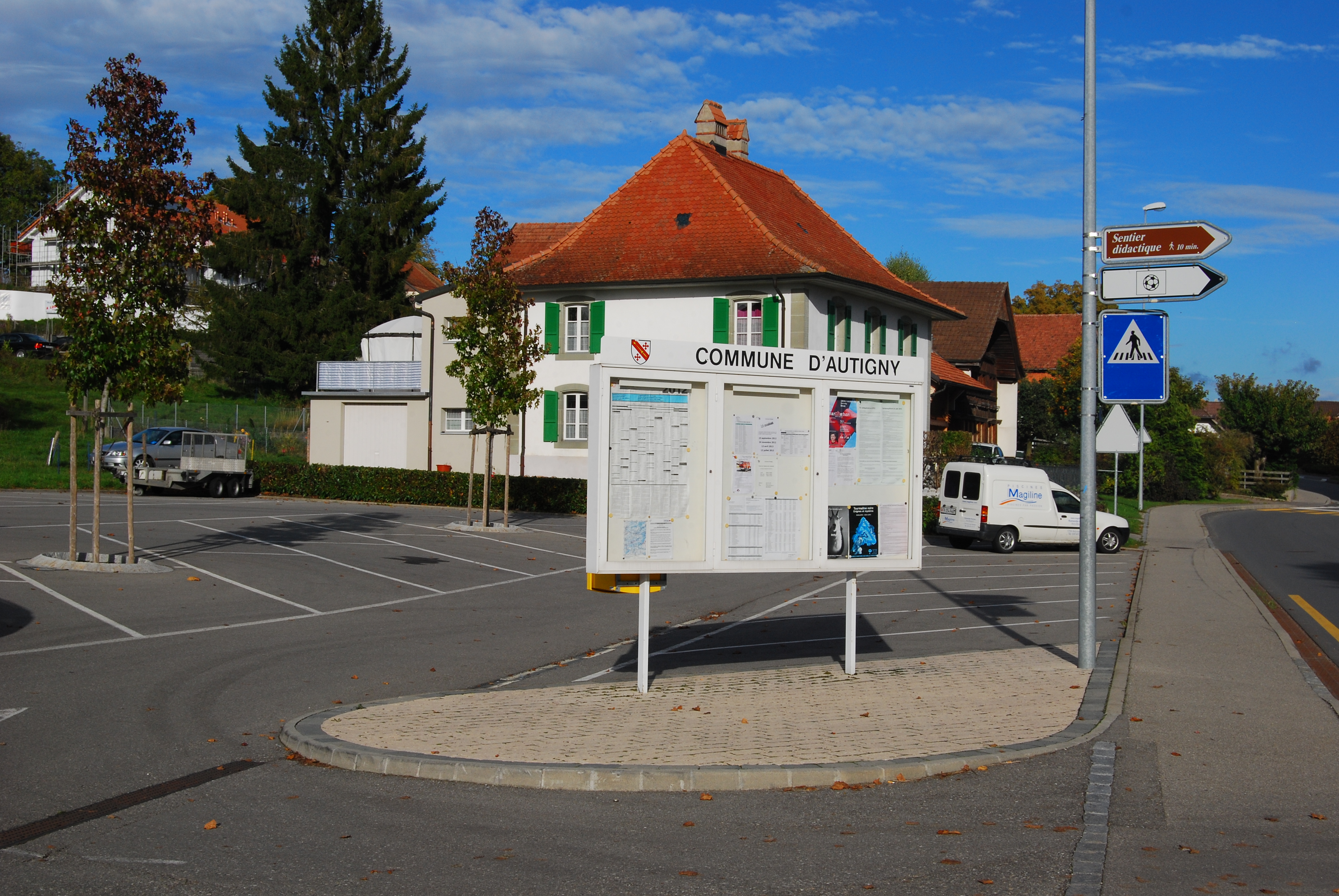
Dorfplatz von Autigny

## Persönlichkeiten
- André-Maurice Bovet (1865–1915), römisch-katholischer Geistlicher, Bischof von Lausanne und Genf 1911–1915